# Dubosq
Dubosq war ein französischer Segler.

## Erfolge
Dubosq nahm an den Olympischen Spielen 1900 in Paris teil, wo er in drei Wettbewerben antrat. In der gemeinsamen Wettfahrt gelang ihm als Crewmitglied der Nina Claire keine Zieleinfahrt, während er in der Bootsklasse 1 bis 2 Tonnen in zwei Wettfahrten einmal das Podium erreichte. In der ersten Wettfahrt belegte er den dritten Platz hinter der Lérina und der Marthe, in der zweiten Wettfahrt verpasste er als Vierter eine weitere Podiumsplatzierung. Bei allen Wettfahrten bestand die Crew außerdem aus Lucien Baudrier, Édouard Mantois und Skipper Jacques Baudrier, dem Cousin von Lucien Baudrier.